# Laena tramtonica
Laena tramtonica (лат.) — вид жуков-чернотелок рода Laena из подсемейства мохнатки (Lagriinae, Tenebrionidae). Юго-Восточная Азия. Название происходит от места обьнаружения (Tram Ton Pass).

## Распространение
Юго-Восточная Азия: Вьетнам (Lai Châu Prov., NW Sa Pa, Tram Ton Pass, 1920 м).

## Описание
Мелкие бескрылые жуки-чернотелки, длина тела около 8 мм, спинная поверхность черноватая без металлического отблеска. L. tramtonica разделяет с L. tamdaoensis Masumoto, 1996 крупные размеры тела, сердцевидную переднеспинку медиально с парой слабых вдавлений и с выступами по боковым краям, и бёдра с отчётливым зубцом каждое. Однако у L. tramtonica глаза выдаются, пунктировка переднеспинки и надкрылий заметно меньше и более раздельная, а вершина эдеагуса широко закруглена. L. tonkinensis Schuster, 1926 из Вьетнама и L. fanjingshanana Ren & Hua, 2006 из Китая (Гуанси) также крупные и имеют боковые края переднеспинки с выступами, но бёдра не вооружены. У L. fanjingshanana вершина эдеагуса треугольная с закругленной вершиной, у L. tonkinensis эдеагус пока неизвестен. Вид был впервые описан в 2023 году немецкими колеоптерологами Вольфгангом Шваллером (Dr. Wolfgang Schawaller) и Aron Bellersheim (Staatliches Museum für Naturkunde, Штутгарт, Германия).